# Mundraching

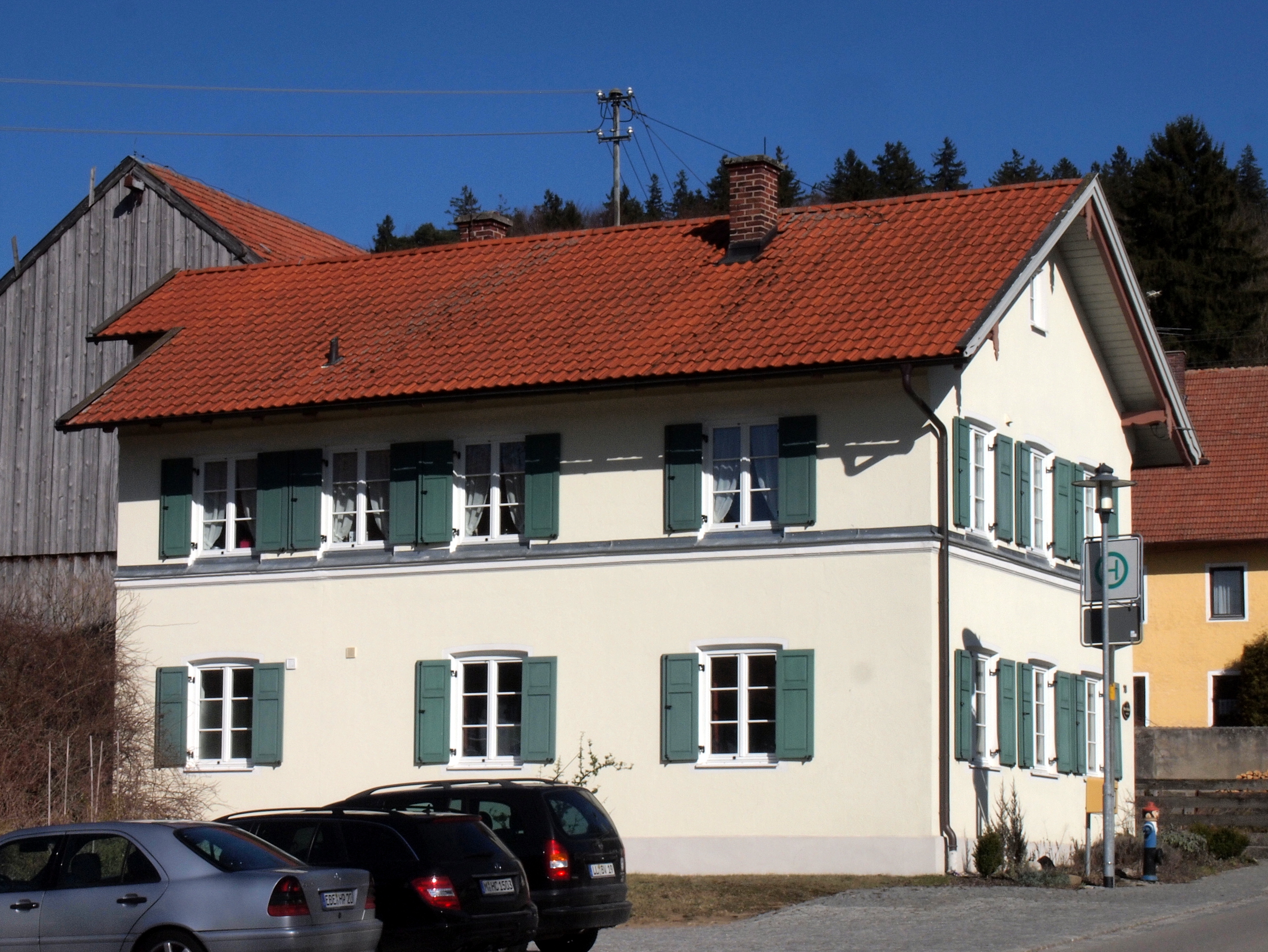
Ehemalige Dorfschule

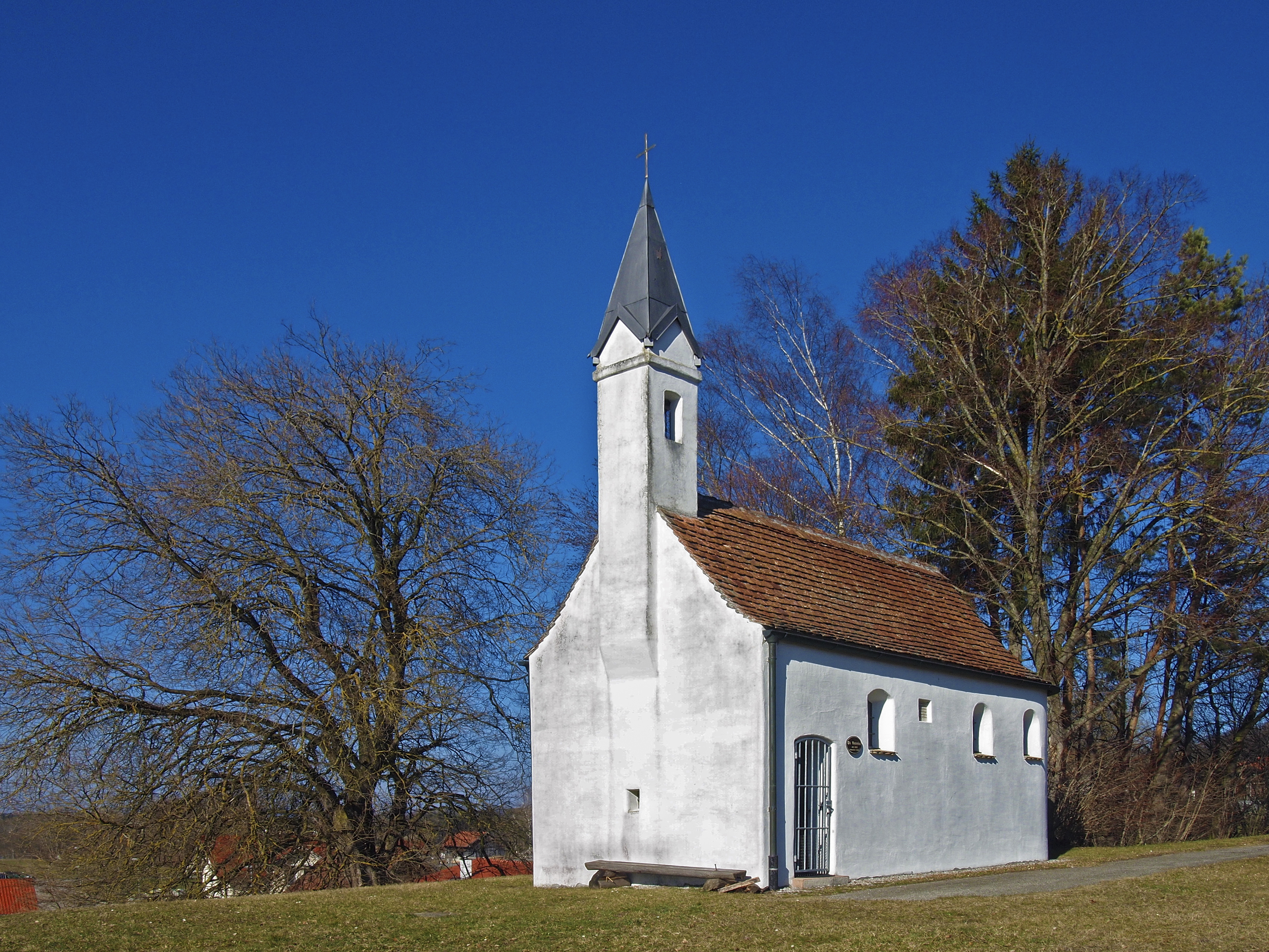
Antoniuskapelle

Mundraching ist ein Ortsteil der Gemeinde Vilgertshofen im oberbayerischen Landkreis Landsberg am Lech.

## Geografie
Das Pfarrdorf Mundraching liegt circa drei Kilometer westlich von Stadl am Rand einer Flussschleife des Lech.
In Mundraching befindet sich die Filialkirche St. Vitus. Die heutige Kirche wurde auf einem romanischen Vorgängerbau errichtet und 1691/92 von Johann Schmuzer stark umgebaut. In den Jahren 1996 bis 2001 wurde die Kirche umfassend renoviert.
Weiterhin befindet sich in Mundraching die Antoniuskapelle von 1618, die vor allem von Andechs Wallfahrern aus Schwaben besucht wird.
Unter Denkmalschutz stehen ferner die ehemalige Dorfschule (im Kern 1842, umgebaut 1901) sowie ein 1866 erbautes Bauernhaus.
Siehe auch: Liste der Baudenkmäler in Mundraching.

## Geschichte
Bereits von der Hallstattzeit zeugen noch sieben großen Hügelgräber südlich von Mundraching.
Mundraching ist vermutlich eine Ansiedlung aus alemannisch-bajuwarischer Zeit. So wurden am östlichen Ortsrand germanische Gräber aus der Zeit um 500–600 n. Chr. gefunden. Im Jahre 721 wird der Name Muntrichhinga genannt.
Um etwa 1200 wird ein Ortsadel erwähnt, der seinen Sitz auf dem Burgstall bei der Burgwies im Schlegelwald, drei Kilometer nördlich des Ortes hatte.
Später war Mundraching bis zur Säkularisation 1803 Sitz der Hauptmannschaft Mundraching des Pfleggericht Rauhenlechsberg.
Im Jahr 1752 werden 23 Anwesen erwähnt, 12 sind dem Kastenamt Rauhenlechsberg, sechs der Gemeinde, fünf dem Kloster Wessobrunn, zwei dem Kloster Rottenbuch und eines der Hofmark Windach grundbar. Drei Höfe sind freieigen. Der Kirchensatz war dem Kloster Wessobrunn zu Eigen.
Mundraching war geprägt vom Lech, bereits seit dem 13. Jahrhundert wurde hier der Fluss mit Flößen überquert.
Am 1. Januar 1972 wurde die bis dahin selbstständige Gemeinde im Zuge der Gebietsreform in Bayern nach Vilgertshofen eingemeindet.

## Bodendenkmäler
Siehe: Liste der Bodendenkmäler in Vilgertshofen